# Hicham El Guerrouj
Hicham El Guerrouj (arapski: هشام الكروج) (Berkane, Maroko 14. rujna 1974.) je marokanski atletičar srednjoprugaš. 
Krajem 20. i početkom 21. stoljeća je dominirao atletskim dionicama od 1500 metara pa sve do 5000 metara. Još uvijek je aktualni nositelj svjetskog rekorda na 1500 m (3:26.00) i na milju, i dvostruki je olimpijski pobjednik.
U svojoj impresivnoj karijeri osvajao je naslove svjetskog prvaka i svjetskog rekordera u više navrata. Od strane atletske federacije IAAF-a proglašen atletičarem godine 2001. i 2002., te time postao prvi atletičar u povijesti kojem je to uspjelo dvije godine uzastopno. 

## Olimpijska zlata
Iako je vladao srednjim prugama više od desetljeća, u prva dva pokušaja na Olimpijskim igrama nije uspio osvojiti zlatnu medalju, jer je na Igrama u Atlanti 1996. godine bio tek 12. (pao tijekom finalne utrke), a na Igrama u Sydneyu 2000. drugi na 1500 m, iako je tih godina rijetko gubio utrke. Sve je to nadoknadio veličanstvenim podvigom na Igrama u Ateni 2004. godine, kada je osvojio zlato u 'svojoj' disciplini 1500 m te tom uspjehu pridodao i zlato s 5000 m. Valja reći da je zlatne medalje u toj dosta rijetko prakticiranoj kombinaciji disciplina na jednom natjecanju, koja zahtjeva izuzetnu brzinu potrebnu za 1500 m te veliku izdržljivost potrebnu za 5000 m, na Olimpijskim igrama prije Guerrouja dosegao do sada još samo drugi legendarni atletičar - finac Paavo Nurmi, još u davnim 1920-im.

## Osobni rekordi
| Dionica | Vrijeme  | Datum            | Mjesto    |
| ------- | -------- | ---------------- | --------- |
| 1,000 m | 2:16.85  | 12. lipnja 1999. | Nica      |
| 1,500 m | 3:26.00  | 14. srpnja 1998. | Rim       |
| Milja   | 3:43.13  | 7. srpnja 1999.  | Rim       |
| 2,000 m | 4:44.79  | 7. rujna 1999.   | Berlin    |
| 3,000 m | 7:23.09  | 3. rujna 1999.   | Bruxelles |
| 5,000 m | 12:50.24 | 12. ožujka 2003. | Ostrava   |